# Gare de Jipyeong
Ne doit pas être confondu avec Jipyeong (métro de Séoul).
La gare de Jipyeong est une gare ferroviaire de la ligne Jungang  . dans le district de Yangpyeong, province du Gyeonggi.

## Historique
- 1er avril 1940 - Ouverture.
- 30 juin 1950 - La gare brûle à cause des combats de la guerre de Corée.
- 1er février 1959 - L'« ancienne gare » est inaugurée.
- 10 novembre 2008 - La gare contemporaine est ouverte.
- 13 novembre 2008 - Démolition de l'ancienne gare.
- 22 octobre 2009 - La voie vers Cheongnyangni est doublée, mais une seule voie est utilisée jusqu'en mai 2010 sur la section Yongmun-Jipyeong.

Un des combats majeurs de la guerre de Corée, la bataille de Jipyeong-ri a eu lieu dans le quartier de la gare. À cause de ces combats, beaucoup d'unités de l'armée y sont stationnées.
Sa fréquentation est de 50 ou 60 voyageurs par jour.

## Service des marchandises
Les marchandises de l'armée y transitent.

## Galerie de photographies

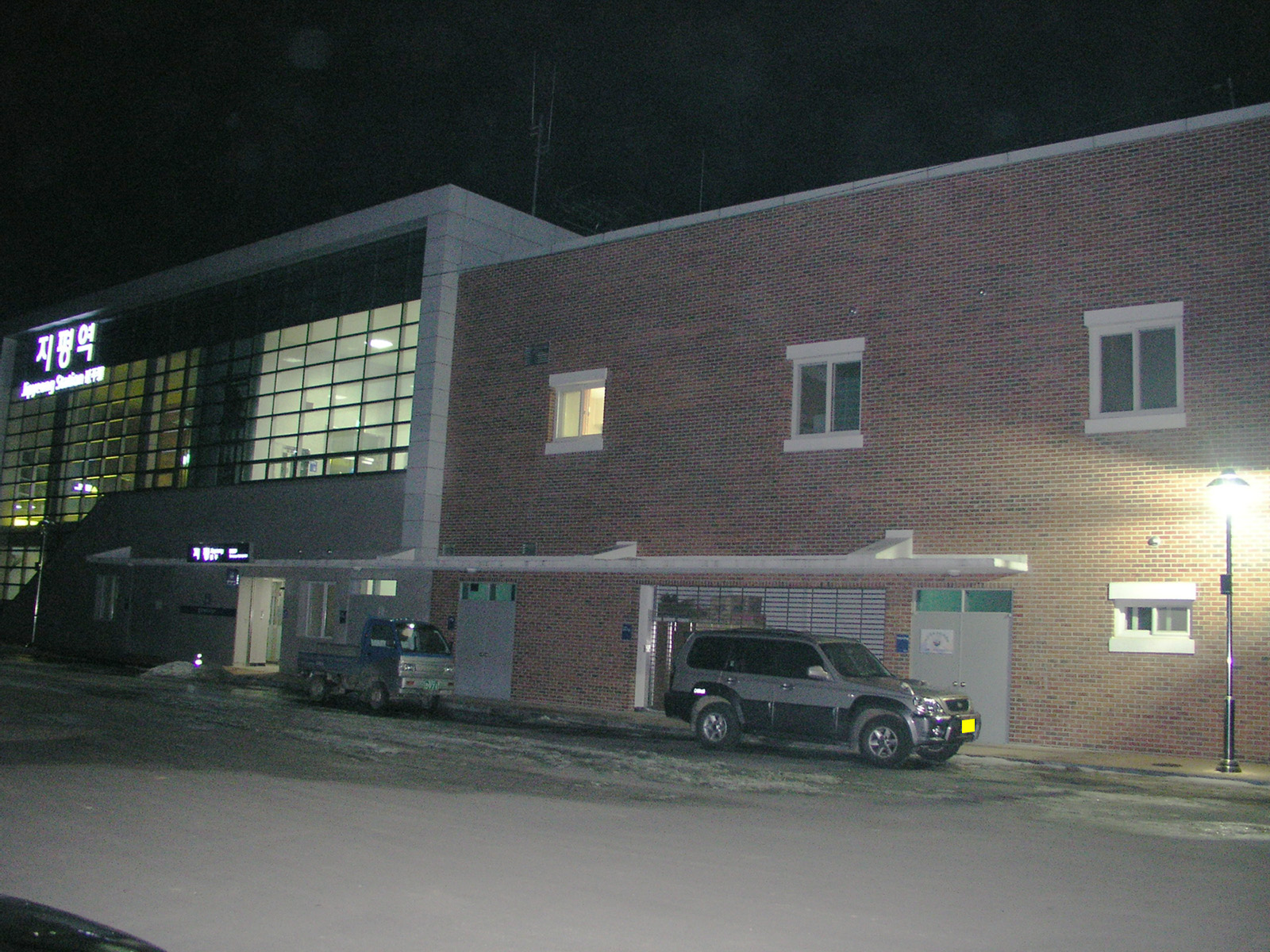
La façade avant de la gare.
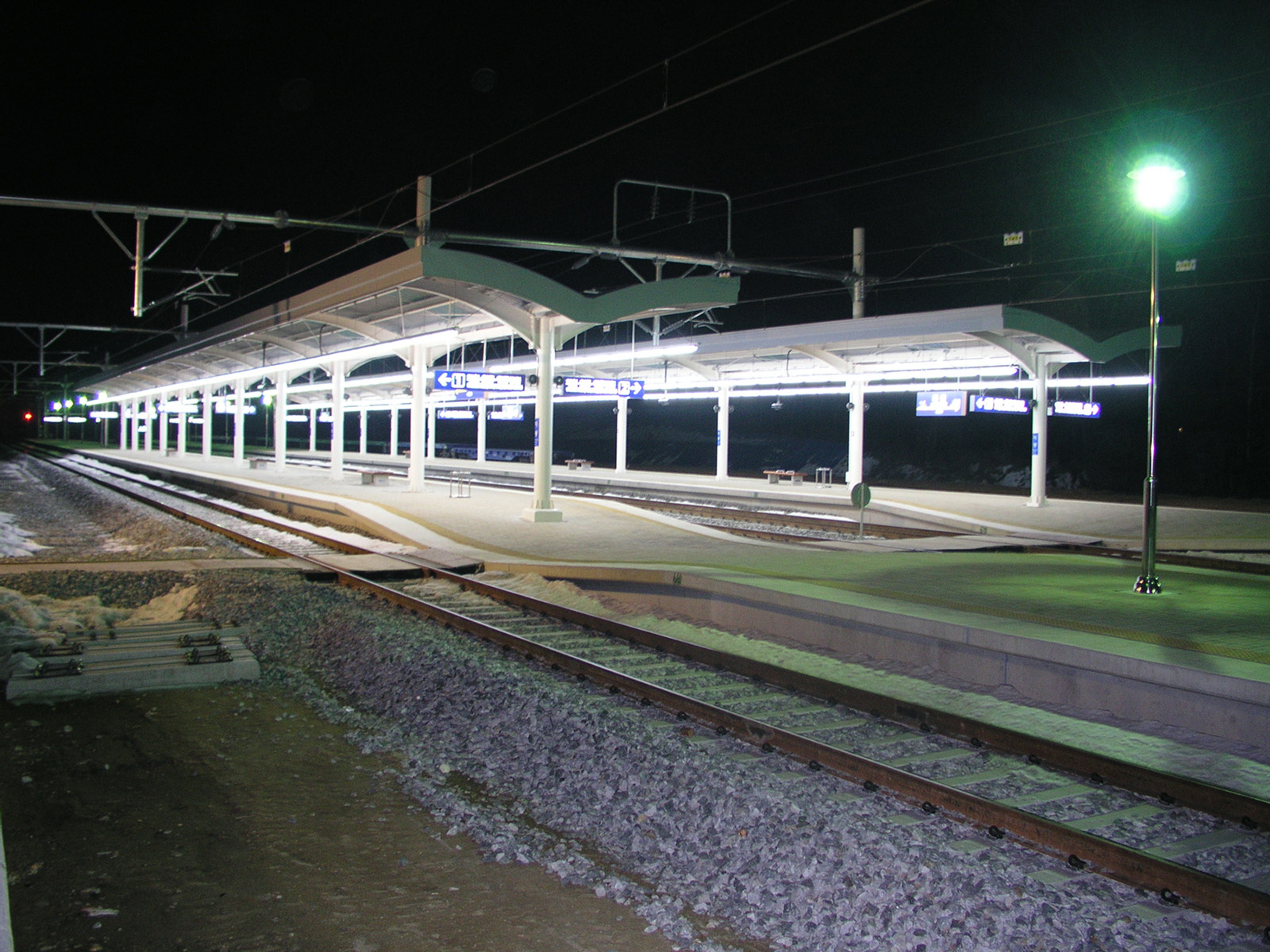
Les quais.